# Marte 4
Marte 4 (em russo Марс-4) também conhecida como M-73C No.52 ou ainda 3MS No.52S foi uma sonda espacial soviética lançada com a intenção de explorar Marte. Lançada em 1973 Ela fazia parte de um conjunto de quatro espaçonaves do tipo M-73.
As missões Marte 4 e Marte 5, deveriam entrar em órbita de Marte em 1974 e estabelecer um link de comunicação para as missões seguintes, a Marte 6 e a Marte 7. Devido a um mal funcionamento do sistema de controle a bordo, os retrofoguetes não foram acionados, e a espaçonave passou perto de Marte (1.844 km) em sua trajetória de voo e continuou, entrando em órbita heliocêntrica. O seu par idêntico, a Marte 5 conseguiu seu objetivo e entrou em órbita de Marte.

## A espaçonave
A espaçonave Marte 4 carregava um enorme conjunto de instrumentos para estudar Marte, tais como: câmeras, um rádio telescópio, um radiômetro para raios infravermelhos, fotômetros, polarímetros, magnetômetros, equipamento para captura de plasma, analisador eletrostático, espectrômetro para raios gama, e um sistema de comunicação por rádio.
Construída pelo NPO Lavochkin, a Marte 4 foi a primeira de duas espaçonaves idênticas lançadas para Marte em 1973, sendo seguidas pela Marte 5. Uma outra espaçonave do tipo M-73 foi lançada durante a "janela" de 1971, no entanto, devido a uma falha no lançamento, ela não conseguiu deixar a órbita terrestre. Como era costume para os lançamentos fracassados na época, ela foi designada como Kosmos 419. Em complemento aos orbitadores, duas missões de aterrissagem, a Marte 6 e a Marte 7, foram lançadas durante a "janela" de 1973.

## A missão
A Marte 4 foi lançada por um foguete Proton-K, tendo como estágio superior um bloco D a partir da plataforma 81/23 do Cosmódromo de Baikonur. O lançamento ocorreu as 19:30:59 UTC do dia 21 de Julho de 1973, com os primeiros três estágios colocando a espaçonave e o quarto estágio numa órbita de espera baixa antes que o quarto estágio (Bloco-D) fosse acionado para colocar a espaçonave em órbita heliocêntrica na direção de Marte.
Pouco depois de realizar uma correção de curso em 30 de Julho de 1973, dois dos computadores de bordo falharam, deixando a Marte 4 incapaz de realizar manobras. Como resultado disso, não foi possível acionar os retrofoguetes para entrar na órbita de Marte como pretendido. Uma pequena quantidade de dados foi retornada quando a sonda voou próxima (1.844 km) à Marte em 10 de Fevereiro de 1974 as 15:34 UTC.